# 瓜拉拉 (加利福尼亞州)
呱啦啦（英語：Gualala）是位於美國加利福尼亞州門多西諾縣的一個非建制地區。該地的面積和人口皆未知。

## 地理
呱啦啦的座標為39°45′57″N 123°31′44″W / 39.76583°N 123.52889°W，而該地的平均海拔高度為15米（即49英尺）。